# (9671) Hemera
(9671) Hemera (1997 TU9) – planetoida z grupy przecinających orbitę Marsa okrążająca Słońce w ciągu 4,46 lat w średniej odległości 2,71 j.a. Odkryta 5 października 1997 roku.